# Rathauspfannkuchen
Rathauspfannkuchen (dänisch rådhuspandekager) sind eine Süßspeisenspezialität des Kopenhagener Rathauses.

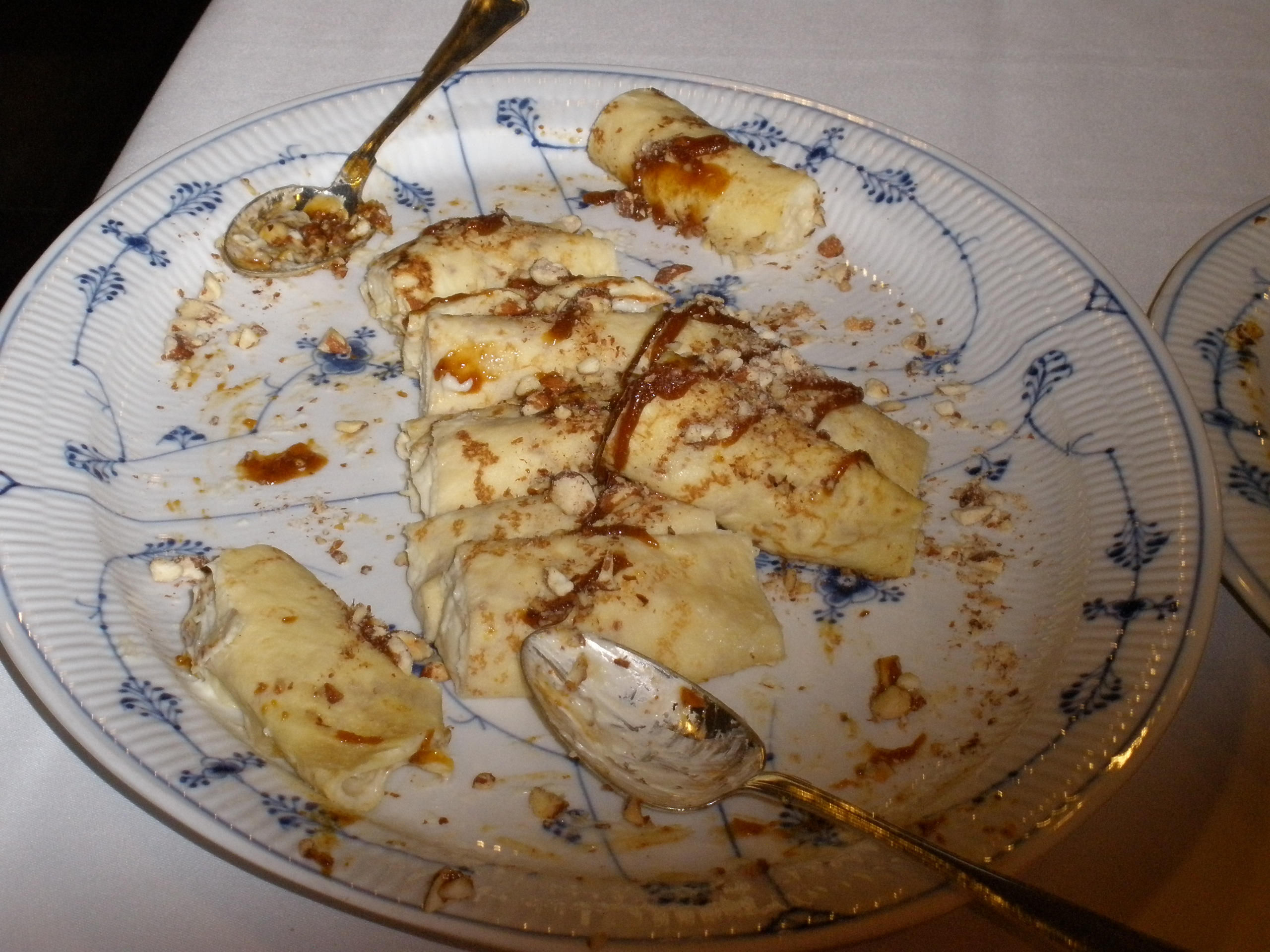
Rådhuspandekager, wie sie bei der Amtseinführung von Frank Jensen als Oberbürgermeister der Stadt Kopenhagen im Jahr 2010 serviert wurden.

Das Gericht besteht aus dünnen gerollten Pfannkuchen, die mit Orangencrème gefüllt werden, außen mit Aprikosenmarmelade bestrichen und schließlich mit Mandelsplittern bestreut werden. Die Pfannkuchen werden kalt gegessen. Sie werden bei Empfängen oder Festlichkeiten im Kopenhagener Rathaus serviert, etwa der Amtseinführung eines Bürgermeisters oder den Besuchen von ausländischen Politikern.
Das Rezept wurde vermutlich im Restaurant Langelinie Pavillon von Frantz Christensen und Phillip Olsen in den 1930er Jahren erfunden. Beide betrieben auch den Gasthof Store Kro in Fredensborg, der das Rathaus belieferte. Beim Verkauf des Gasthauses wurde auch das Pfannkuchenrezept weitergegeben, unter der Bedingung, dass es geheim bliebe und nur zu Anlässen der Stadt Kopenhagen zubereitet würde. Das Originalrezept ist weiterhin geheim und wird von den Köchen des Rathauses zubereitet, zu größeren Anlässen werden mehrere tausend Pfannkuchen gebacken, bei kleineren Gelegenheiten auch wenige Stück.